# 헤이르트 빌더르스
헤이르트 빌더르스(네덜란드어: Geert Wilders, 네덜란드어 발음: [ˈɣeːʈ ˈʋɪldəʂ], 1963년 9월 6일~)는 네덜란드의 정치인이다. 2006년 자유당(PVV)을 창당해 현재까지 대표와 하원 원내대표를 맡고 있다. 1998년 자유민주국민당(VVD) 소속으로 처음 하원에 진출해 2004년 탈당했다. 2010년 자유민주국민당과 기독민주당(CDA)의 소수정부였던 1기 뤼터 내각이 구성될 때 이들 정당과 적극 협상해 내각에 참여 않고 정책연대만 하는 "양해 합의"를 이끌어냈다. 2012년 내각에 제안한 예산삭감안이 합의에 이르지 못하자 지지를 철회했다. 이슬람과 유럽 연합에 대한 비판 때문에 국내외에서 논란이 많은 인물이다. 2004년부터 무장경찰의 보호를 받고 있다.
로마 가톨릭 신자로 자랐으나 성년이 되면서 종교를 떠났다. 청년 시절에 이스라엘과 대중동 지역을 여행했던 경험이 정치적 견해에 큰 영향을 끼쳤다. 보수 리버럴 정당인 자유민주국민당에서 연설문 작성자로 일했고 1990~1998년 프리츠 볼케스테인 당대표의 의회보좌관으로 일했다. 1997년 위트레흐트 지방의원이 됐고 다음 해 하원의원이 됐다. 튀르키예의 유럽 연합 가입에 대한 당과의 좁힐 수 없는 이견을 이유로 2004년 탈당해 자유당을 창당했다. 자신이 "네덜란드의 이슬람화"라고 부르는 것을 막아야 한다거나 쿠란을 《나의 투쟁》에 비견하며 네덜란드 내에서 금지하자는 캠페인을 벌여왔다. 무슬림 국가로부터의 이민 금지와 모스크 신축 금지도 지지한다. 2008년 이스라엘에서 열린 〈지하드에 맞서는 컨퍼런스〉에 연설자로 나와 지하드의 위험성에 대해 말하고 네덜란드 도시에서 소수민족이 저지르는 "거리 테러"에 대한 강경 노선을 촉구했다. 이슬람에 대한 그의 논쟁적인 관점이 들어나는 영화 《피트나》는 국제적인 관심과 큰 비판을 받았다. 이 영화에 무단으로 사용된 콘텐츠 때문에 자유당이 소송을 당하기도 했다. 매체들은 그를 포퓰리스트, 극우, 이슬람 혐오자로 부른다. 빌더르스는 "잘못된 우파 파시스트 그룹과의 연결을 원하지 않는다"고 말하며 극우 분류에 동의하지 않고 우파 리버럴을 자임한다. 하지만 최근에 프랑스 국민전선의 마린 르펜, 오스트리아의 자유당, 이탈리아의 북부동맹, 벨기에의 플람스의 이익과 협력했다.
2010년 종교 인종 집단들을 모욕했다는 혐의로 기소돼 다음 해 무죄 판결을 받았다. 2016년 모로코 이민자에 대한 증오 차별 선동과 인종 집단 모욕으로 유죄 판결을 받았으나 처벌은 받지 않았다. 2020년 증오 차별 선동 혐의는 무죄로 뒤집혔으나 인종 집단을 모욕한 혐의에 대한 유죄 판결은 유지됐다.